# Alpington
Alpington is een civil parish in het bestuurlijke gebied South Norfolk, in het Engelse graafschap Norfolk met 477 inwoners.